# Gottlieb Dehne
Gottlieb Dehne (geb. 2. Februar 1669 in Gablenz; gest. 26. Februar 1739 in Weimar) war ein deutscher Barbier und Bürgermeister in Weimar.
Er war Sohn eines Pfarrers und erlernte das Barbierhandwerk, bevor er 1692 nach Weimar kam und dort seine Barbierstube eröffnete. Seit 1713 war er zudem Kammerdiener, Leibbarbier und Leibchirurg im Dienst des Herzogs Ernst August. Von 1730 bis zu seinem Tode war er in Weimar Bürgermeister. Am 3. Februar 1730 erließ Ernst August einen Befehl an die Stadt Weimar Dehne als Bürgermeister anzunehmen.